# Tofte-Gletscher
Der Tofte-Gletscher (norwegisch Toftebreen) ist ein 3 km langer Gletscher an der Westküste der antarktischen Peter-I.-Insel. Er mündet südlich der Sandefjord Cove in die Bellingshausen-See.
Entdeckt wurde er 1927 bei der vom norwegischen Walfangunternehmer Lars Christensen finanzierten Antarktisfahrt der Odd I (1926–1927). Namensgeber ist Eyvind Tofte (1880–1968), der Kapitän des Schiffs.